# Liste der höchsten Gebäude in Kaohsiung

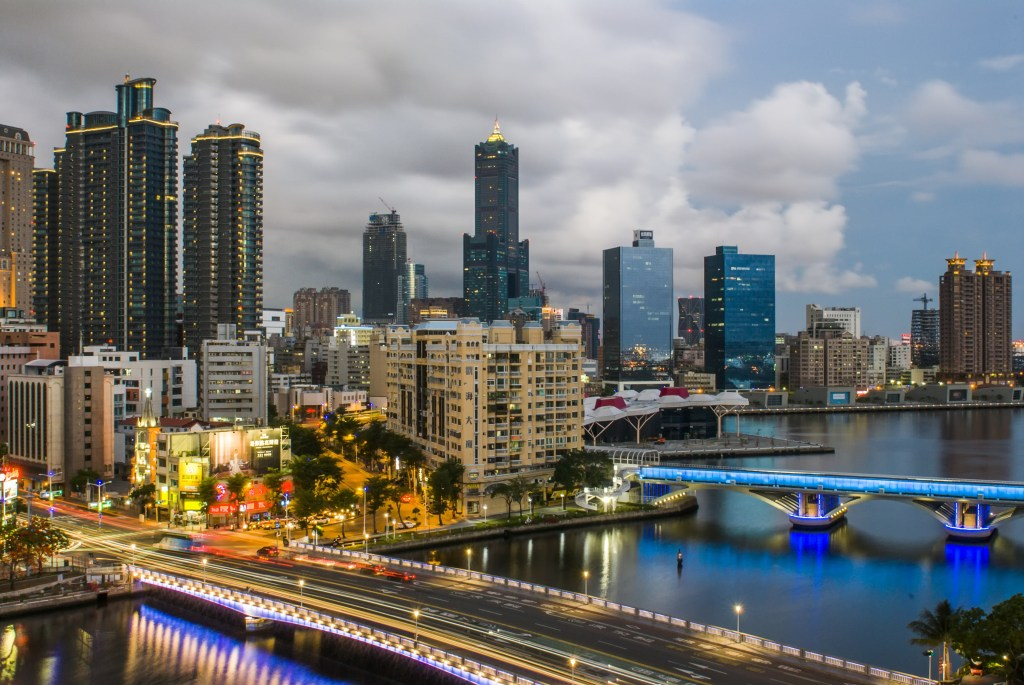
Skyline von Kaohsiung

Die Liste der höchsten Gebäude in Kaohsiung listet alle Gebäude der zweitgrößten Stadt Taiwans - Kaohsiung nach Höhe.

## Beschreibung
Kaohsiung ist ein südtaiwanesisches Industriezentrum mit insgesamt 11 Wolkenkratzern (Gebäude über 150 Meter Höhe).
Das erste Gebäude in Kaohsiung mit einer Höhe von mehr als 150 Metern ist der Asia-Pacific Financial Plaza, der 1992 fertiggestellt wurde und 169,8 Meter hoch ist. Höchstes Gebäude ist zurzeit der 1997 fertiggestellte Tuntex Sky Tower mit einer Höhe von 347,8 Metern. Es wurde von 1997 bis 2004 offiziell als das höchste Gebäude in Taiwan eingestuft. Heute das höchste in Taiwan ist der Taipei 101 in Taipeh.
Die höchsten Gebäude konzentrieren sich hauptsächlich auf die modernen Innenstädte des Lingya, Cianjhen und Qianjin.

## Stadtbild

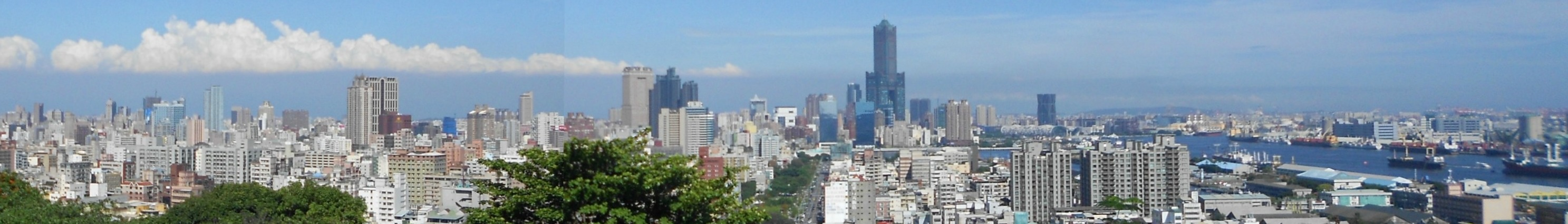
Stadtbild Kaohsiung

## Liste
Es sind nur Gebäude über 150 Meter enthalten. Ein Gleichheitszeichen (=) nach einem Rang zeigt die gleiche Höhe zwischen zwei oder mehr Gebäuden an. Die Liste enthält nur bewohnbare Gebäude im Gegensatz zu Bauwerken wie Aussichtstürmen, Funkmasten, Sendemasten und Kaminen.
| Rang | Name                                                 | Bild | Höhe (m) | Etagen | Baujahr | Stadtteil | Referenz |
| ---- | ---------------------------------------------------- | ---- | -------- | ------ | ------- | --------- | -------- |
| 1    | Tuntex Sky Tower (高雄85大樓)                        |      | 347,5    | 85     | 1997    | Lingya    | [ 1 ]    |
| 2    | Farglory THE ONE (遠雄THE ONE)                       |      | 268,6    | 70     | 2019    | Cianjhen  | [ 2 ]    |
| 3    | Chang-Gu World Trade Center (長谷世貿大樓)           |      | 222      | 50     | 1992    | Sanmin    | [ 3 ]    |
| 4    | Han-Lai New World Center (漢來新世界中心)            |      | 186      | 42     | 1995    | Qianjin   | [ 4 ]    |
| 5    | Guo-Yan Building BC (國揚國硯 BC)                    |      | 171      | 41     | 2013    | Lingya    | [ 5 ]    |
| 6    | Asia-Pacific Financial Plaza (宏總亞太財經廣場)      |      | 169,8    | 42     | 1992    | Lingya    | [ 6 ]    |
| 7    | Han-Hsien International Hotel (寒軒國際大飯店)       |      | 160,3    | 42     | 1994    | Lingya    | [ 7 ]    |
| 8    | Kaohsiung Marriott Hotel (高雄萬豪酒店)              |      | 156      | 31     | 2019    | Gushan    | [ 8 ]    |
| 9    | King’s Residence (京城京城)                          |      | 154      | 36     | 2015    | Gushan    | [ 9 ]    |
| 10   | Highwealth - City of Leadership A (興富發華人匯 A棟) |      | 150      | 38     | 2016    | Gushan    | [ 10 ]   |
| 10=  | Highwealth - City of Leadership B (興富發華人匯 B棟) |      | 150      | 38     | 2016    | Gushan    | [ 11 ]   |